# Opera Unite

Логотип Opera Unite

Знімок екрану початкової презентації

Opera Software представила технологію Opera Unite у червні 2009.
Платформа Opera Unite дозволяє перетворити будь-який підключений до Мережі клієнтський ПК на сервер. Завдяки цьому користувачі зможуть зв'язуватися з комп'ютерами знайомих і друзів безпосередньо і ділитися інформацією без застосування онлайнових сервісів і застосунків. Крім того, через Opera Unite власники комп'ютерів дістануть можливість віддалено працювати з даними, що зберігаються на їхніх машинах за допомогою будь-якого іншого пристрою, оснащеного сучасним веббраузером.
На момент запуску платформа Opera Unite включає кілька безплатних сервісів. Так, система File Sharing надає доступ до файлів на своєму ПК іншим користувачам. В даному випадку не потрібно заздалегідь завантажувати ці файли на спеціалізовані онлайнові сервіси: все, що потрібно зробити, — лише вибрати на локальному диску теку, доступ до якої необхідний іншим користувачам.
Режим вебсервера (Web Server) дозволяє запускати повноцінний вебсайт з клієнтського ПК, а сервіс «Вітальня» (The Lounge) дає можливість організовувати чат з друзями прямо на своєму комп'ютері. Крім того, платформа Opera Unite дозволяє відкривати доступ до локальної колекції музичних композицій і фотографій.
Розробники платформи підкреслюють, що сервіси Opera Unite базуються на відкритих вебстандартах, що спрощує створення нових застосунків, що працюють на базі представленої технології.
Технологія Opera Unite в тестовому режимі була доступна в спеціальній версії браузера Opera 10. Офіційно вийшла 23 листопада 2009 в ревізії Opera 10.10.

## Виноски
1. ↑  Opera Unite reinvents the Web. Архів оригіналу за 13 серпня 2011. Процитовано 16 червня 2009.